# Johann Jakob Brückmann
Johann Jakob Brückmann (* 30. Juli 1680 in Celle; † 2. November 1750 in Harburg) war ein deutscher Militäringenieur und Artillerie-Offizier in Kurhannoverschem Dienst.

## Familie
Seine Eltern waren der in Celle dienende Offizier Jacob Heinrich Brückmann und dessen Ehefrau Anna Elisabeth geb. Gerber. Er selbst heiratete am 11. März 1703 Anna Gertrud Höpke (1680–1750), Tochter eines hannoveranischen Brigadiers. Der Ehe entstammten drei Söhne und eine Tochter.

## Leben
Brückmann trat nach seiner Schulzeit in den Militärdienst des Fürstentums Lüneburg, wo er bei der Artillerie diente. Nach dem Tod des Herzogs Georg Wilhelm im Jahre 1705 fiel dieses Fürstentum an Kurhannover, in dessen Armee Brückmann schnell avancierte. Bereits im Jahre 1712 wurde er zum Major und zum Kommandanten der Festung Harburg in Harburg ernannt, und diese Stellung hatte er bis zu seinem Tod inne. Architekturzeichnungen des Wohnhauses des Artillerie-Majors Brückmann auf der Festung Harburg aus dem Jahre 1713 sind erhalten. Ein besonderes Ereignis war der Besuch von Georg II., König von Großbritannien und Irland und Kurfürst von Hannover (Kurfürstentum Braunschweig-Lüneburg) in Harburg am 14. August 1729, bei dem Brückmann, wie er selbst stolz berichtete, als Obristleutnant ein großes Feuerwerk veranstaltete.
Im Jahre 1734 wurde er zum Obristen befördert und zum Chef der hannoverschen Artillerie ernannt, aus der zwei Jahre zuvor das Ingenieur-Corps und die Rüstmeisterei ausgegliedert worden waren. In den folgenden anderthalb Dekaden wurde er zum Vater der neu organisierten Artillerietruppe des Kurfürstentums, die er zunächst zahlenmäßig verstärkte und in drei Kompanien aufgliederte. Bereits 1741, nach dem 1740 ausgebrochenen Österreichischen Erbfolgekrieg, verstärkte er die Truppe erneut. In der Schlacht bei Dettingen am 27. Juni 1743 war die hannoversche Artillerie unter Brückmann gegenüber von Stockstadt auf dem nordöstlichen Mainufer positioniert, zeichnete sich bei den Kampfhandlungen aus und wurde bald darauf zu einem vollen Regiment erweitert. Brückmann wurde zum Brigadier befördert, 1745 zum Generalmajor. In den folgenden Jahren verstärkte er das Regiment weiter, und bei Kriegsende 1748 bestand es aus sechs Kompanien, jede mit 66 Mann.
Brückmann starb am 2. November 1750. Er wurde auf dem alten Schloss- und Garnisonsfriedhof in Harburg bestattet.

## Kurioses
Im Jahre 1720 veröffentlichten Brückmann, damals Major in Harburg, und der hessen-kasselsche Major Johann Heinrich Weber gemeinsam eine Reklameschrift für eine von ihnen erfundenen „Elementar-Machine“ zum Heben von Wasser in allerlei Situationen. Diese Maschine werde durch der vier Elementen Kräfte als: Wasser, Lufft, Feuer und Erde, operiret und beweget und sei in der Lage, alle Wassere, sie mögen so tieff oder hoch zu heben seyn wie sie immer wollen, sehr bequemlich zu heben. Aus dem erhofften Verkauf an staatliche oder private Interessenten wurde jedoch nichts.